# Peter Tolan
Peter Tolan is een Amerikaanse producer en scenarioschrijver.

## Aan meegewerkt
- How to Train Your Dragon
- Finding Amanda
- Rescue Me
- Fort Pit
- Just Like Heaven
- Guess Who
- Phil at the Gate
- Stealing Harvard
- Wednesday 9:30 (8:30 Central)
- America's Sweethearts
- The Job
- Bedazzled
- What Planet Are You From?
- Analyze This
- The Larry Sanders Show
- Style and Substance
- The Dave Chappelle Project
- My Fellow Americans
- Buddies
- The George Wendt Show
- These Friends of Mine
- Good Advice
- Murphy Brown
- Home Improvement
- Wish You Were Here
- Carol & Company

## Prijzen
- Tolan is een aantal keer genomineerd voor een Emmy Award.